# Elisabeth Sladen
Elisabeth Clara Heath-Sladen (ur. 1 lutego 1946 w Liverpoolu, zm. 19 kwietnia 2011 w Londynie) – brytyjska aktorka, najbardziej znana z roli Sary Jane Smith serialach Doktor Who, Przygody Sary Jane oraz K-9 and Company.

## Kariera

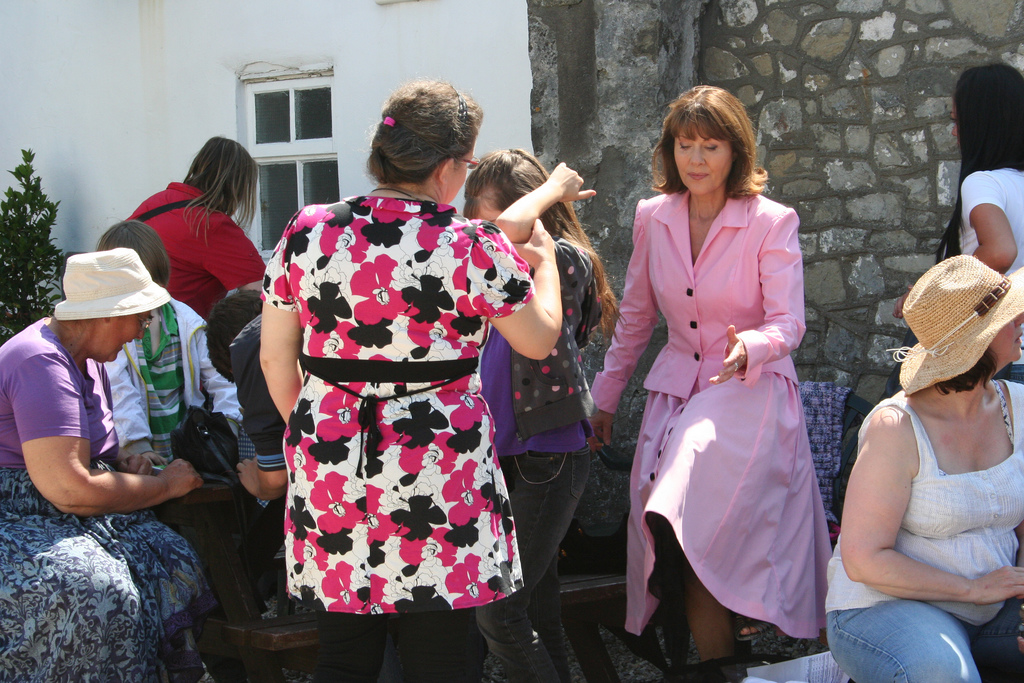
Elisabeth Sladen na planie serialu Przygód Sary Jane (odc. Kuszenie Sary Jane Smith)

### Sara Jane Smith
W 1973 roku Katy Manning, grająca Jo Grant, opuściła serial Doktor Who, więc rozpoczęto poszukiwania następnej towarzyszki. O Sladen producent Doktora Who dowiedział się od producenta Z-Cars. Po przesłuchaniach, aktorka dostała rolę nowej towarzyszki, Sary Jane Smith.
Pierwszą historią w jakiej wystąpiła Sladen, była The Time Warrior. Aktorka wcielała się w rolę Sary Jane przez cztery i pół roku. Aktorka później jeszcze wielokrotnie gościnnie powracała do serialu (np. w odcinku The Five Doctors), jednakże nigdy nie powróciła do regularnego odgrywania tej roli.
W 1981 roku nowy producent Doktora Who zaproponował Sladen powrócenie do roli Sary Jane Smith, by ułatwić przejście czwartego do piątego Doktora. Aktorka nie przyjęła jednak tej propozycji. Wtedy producent zaproponował Sladen inną propozycję – zagranie w spin-offie serialu. W ten sposób powstał serial K-9 and Company, lecz doczekał się tylko jednego odcinka.
W latach 90. Sladen dwukrotnie powróciła do tej roli: w odcinkach charytatywnych Dimensions in Time oraz niezależnej produkcji Downtime.
Gdy serial Doktor Who powrócił na ekrany w 2005 roku, Sladen wystąpiła gościnnie jako Sarah Jane w odcinku Zjazd absolwentów (ang. School Reunion). Jeszcze przed emisją tego odcinka w telewizji, w marcu 2006 roku, pojawiła się pierwsza wzmianka o produkcji nowego serialu skupiającego się na Sarze Jane. Wspominany nowy serial zaczęto emitować w styczniu 2007 roku na kanale CBBC Channel. Nosił on tytuł Przygody Sary Jane i był produkowany przez 5 kolejnych sezonów.
W 2008 roku aktorka wystąpiła także w innych odcinkach Doktora Who pt. Skradziona Ziemia (The Stolen Earth) oraz Koniec podróży (Journey's End).
W 2011 roku z powodu śmierci aktorki wstrzymano dalszą produkcję serialu Przygody Sary Jane. W serialu Doktor Who ku pamięci Sladen zadedykowano odcinek Niemożliwy Astronauta (The Impossible Astronaut) napisem In Memory of Elisabeth Sladen 1948-2011 (pl: Pamięci Elisabeth Sladen 1948-2011).